# Kolostrum
Kolostrum (poznat i kao prvo mlijeko), oblik mlijeka koji stvaraju mliječne žlijezde sisavaca (uključujući tu i ljude) u kasnoj trudnoći. U ženka većine vrsta sisavaca kolostrum se stvara neposredno prije porođaja. Sadrži veću količinu bjelančevina nego obično mlijeko. Također, sadrži protutijela koja štite novorođenče od bolesti i infekcija te bioaktivne tvari koje pomažu aktivirati imunološki sustav novorođenčeta, potaknuti rad crijeva i posijati zdrav mikrobiom crijeva u nekoliko prvih dana života.

## Čovječji kolostrum
Kolostrum ima blag laksativni učinak, pa pomaže novorođenčetu da ima česte stolice. Tako se iz tijela izbacuje višak žutog pigmenta bilirubina, proizvoda razgradnje eritrocita s fetalnim hemoglobinom, te se tako sprječava žutica. Kolostrum sadrži velik broj imunosnih stanica (npr. limfociti) i antitijela poput IgA, IgG i IgM, koji su neke od glavnih sastavnica imunološkog sustava. Tu su i druge komponente imunološkog sustava, kao što su laktoferin, lizozim, laktoperoksidaza i razne bjelančevine. U kolostrumu su i citokini (kemijske tvari koje omogućuju komunikaciju između stanica), uključujući interleukine, faktor tumorske nekroze, kemokine i druge. 
Kolostrum je bogat bjelančevinama, vitaminom A, magnezijem i natrijevim kloridom, ali je od zrelog mlijeka siromašniji ugljikohidratima, mastima, glukozom i kalijem. Također sadrži vitamin E, mliječni šećer laktozu i pigment β-karoten koji mu daje žutu boju. Zbog velike količine bjelančevina jako je gust. Najvažnije bioaktivne sastavnice jesu faktori rasta i antimikrobni faktori. Antitijela u kolostrumu su nositelji pasivne imunosti, dok faktori rasta potiču rast crijeva. 
Izlučuje se u vrlo malim količinama, 2-20 mL (od pola do četiri čajne žličice) po podoju, prilagođeno djetetovu kapacitetu probavnog sustava. Prosječna dnevna doza oko 100 mL. Nakon nekoliko dana izgled i količina mlijeka mijenjaju se te se izlučuje prijelazno mlijeko. Prijelazno je mlijeko svjetlije boje, izlučuje se u većim količinama i sadrži više masti nego kolostrum. Pretvorba prijelaznog u zrelo mlijeko traje 7-14 dana. Zrelo je mlijeko bjelje boje i ima oko 88 % vode. Sadrži mnogo korisnih tvari, ali manje nego kolostrum. Energijska vrijednost kolostruma iznosi 67 kcal/dL, dok je energijska vrijednost zrelog mlijeka 72 kcal/dL.
Kako bi dijete dobilo kolostrum koji je važan za razvoj njegovog imunološkog sustava i zdravlje crijeva, potrebno je što ranije nakon poroda uspostaviti dojenje, već prvi sat nakon porođaja (zlatni sat). Za pravilnu uspostavu dojenja važan je pravilan hvat na dojci, izbjegavati sedative i analgetike tijekom poroda jer oni preko posteljice ulaze u krvotok djeteta i ometaju prvi podoj. te dojiti isključivo i prema zahtjevu novorođenčeta.

## Kolostrum u ostalih životinja
Kolostrum je od presudne važnosti za novorođene životinje zato što one ne primaju nikakva antitijela preko posteljice. Kolostrum varira u količini i kvaliteti. U mliječnoj industriji kvaliteta kolostruma mjeri se količinom imunoglobulina G po litri. Novorođeno tele mora dnevno konzumirati 4 litre, s tim da svaki kolostrum mora sadržavati barem 50 IgG/L. Količina imunoglobulina G može se mjeriti različitim uređajima, kao što su kolostrometar, optički refraktometar i digitalni refraktometar. Kod uzgoja većine muznih krava, tele se odvaja od majke odmah nakon rođenja i hrani se kolostrumom iz bočice.

## Vanjske poveznice
- Maryland Cooperative Extension